# Zeiss Ikon Nettar

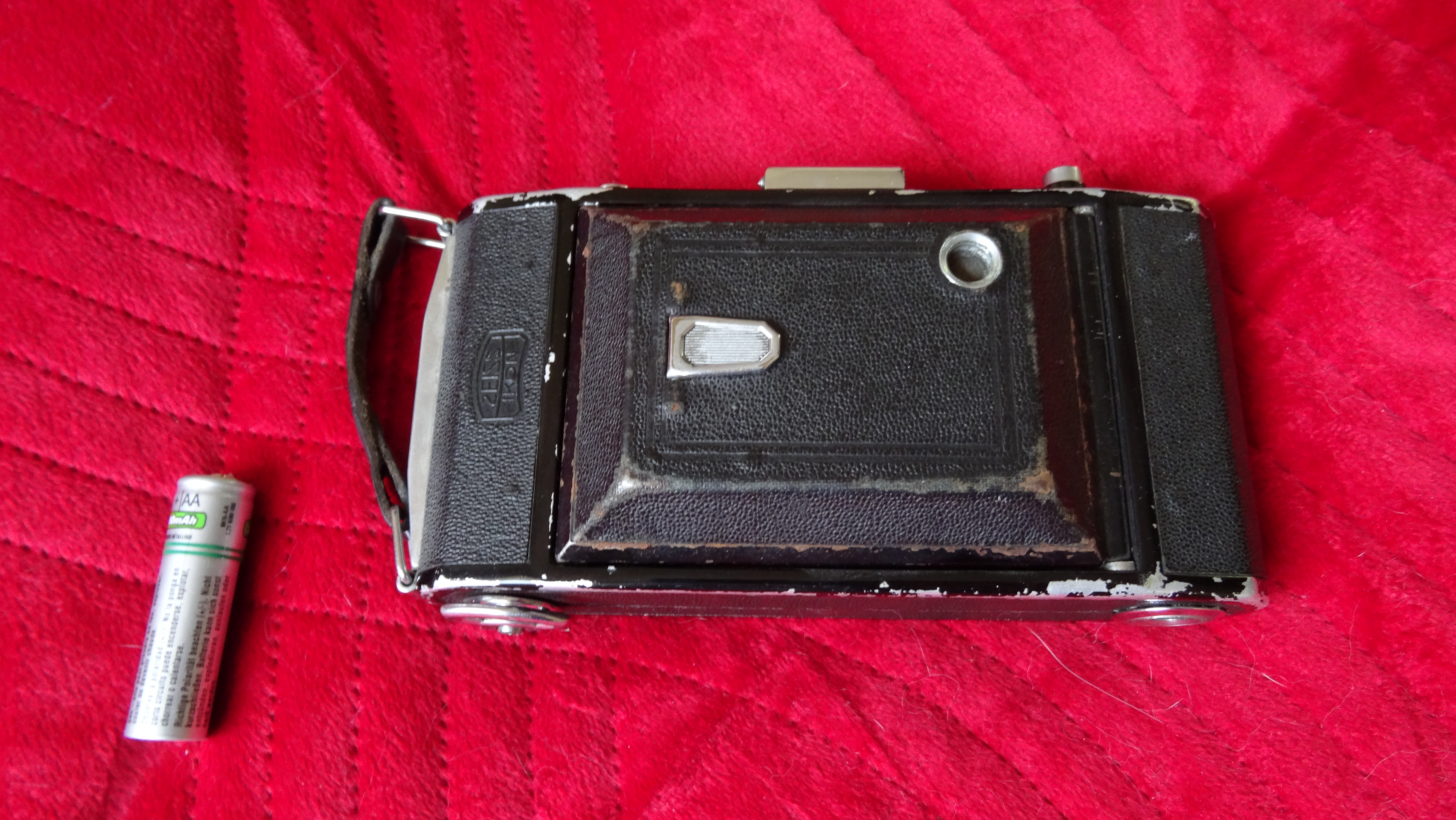
Aparat fotograficzny (format 6x9 cm) Zeiss Ikon Nettar 515-2 (1937), złożony

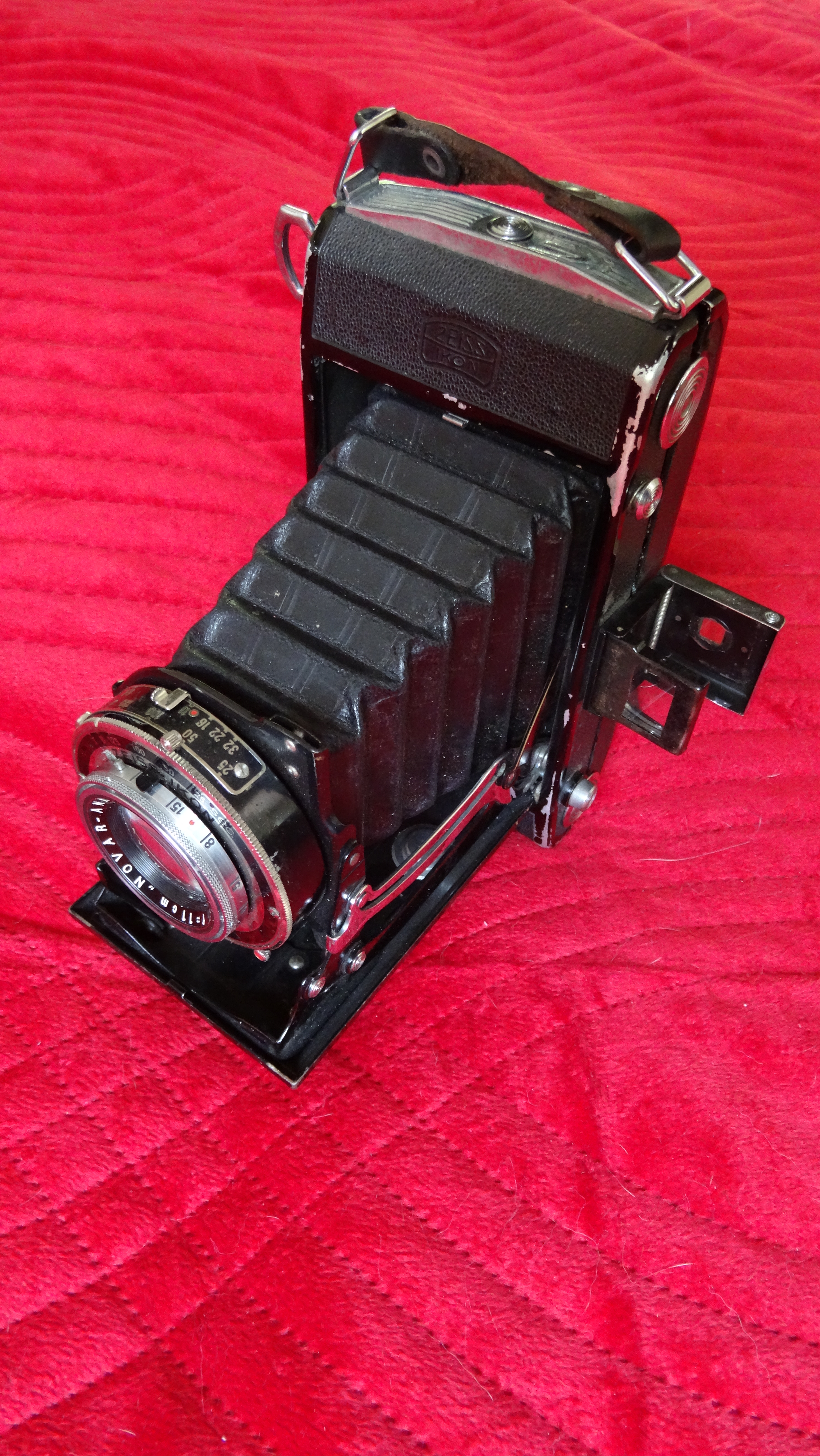
Zeiss Ikon Nettar 515-2 (1937) rozłożony, gotowy do wykonywania fotografii

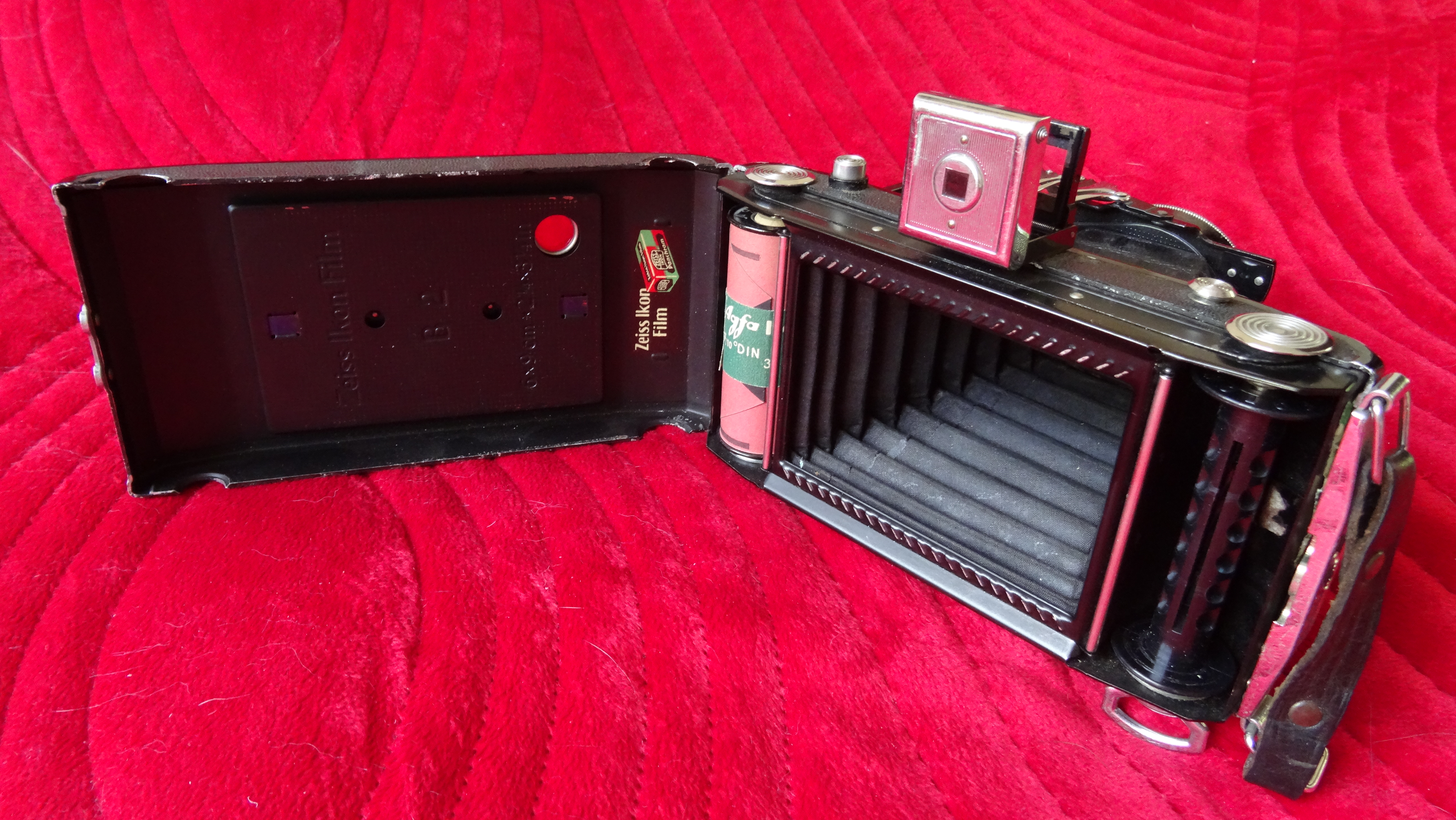
Zeiss Ikon Nettar 515-2 (1937) otwarty. Widoczna rolka błony światłoczułej 120 mm Agfa

 Zeiss Ikon Nettar – rodzina aparatów fotograficznych średniego formatu wytwarzanych w Niemczech. 
Pierwszy model aparatu został zaprezentowany przez zakłady Zeiss-Ikon w 1934. Były wyposażane w obiektywy czterosoczewkowe tryplety typu Nettar oraz różne migawki centralne. Wszystkie były składane (miechowe), pracowały na światłoczułej błonie zwojowej formatu 120, na jednej szpulce możliwe było wykonanie 16, 12 lub 8 fotografii (w zależności od formatu negatywu, charakterystycznego dla danego aparatu: 4,5×6 cm, 6×6 cm, czy 6×9 cm).
- Nettar 510 – Zdjęcia w formacie 6×9 cm. Obiektyw Nettar f 1:6,3/75 mm. Czas naświetlań od 1/25 s do 1/100 s. Celownik ramkowy, nastawianie ostrości według skali odległości na oprawie obiektywu. Zaprezentowany w 1934.
- Nettar 510/2 – Zdjęcia w formacie 6×9 cm. Obiektyw Nettar f 1:7,7/105 mm. Czas naświetlań od 1/25 s do 1/75 s. Celownik ramkowy, nastawianie ostrości według skali odległości na oprawie obiektywu. Zaprezentowany w 1936.
- Nettar 515 – Zdjęcia w formacie 6×4,5 cm. Obiektyw Nettar Anastigmat f 1:4,5/75 mm. Czas naświetlań od 1 s do 1/175 s. Celownik ramkowy, nastawianie ostrości według skali odległości na oprawie obiektywu. Zaprezentowany w 1937.
- Nettar 515/2 – Zdjęcia w formacie 6×9 cm. Obiektywy: Nettar f 1:4,5/105 mm, Nettar f 1:3,5/105 mm, Novar Anastigmat f 1:6,3/105 mm lub Novar Anastigmat f 1:4,5/110 mm. Czasy naświetlań: od 1/25 s do 1/100 s.  (migawka Derval), 1 s do 1/400 s (migawka Compur-Rapid), 1/25 do 1/200 s + B (migawka Prontor), 1 do 1/250 s + B (migawka Prontor-S), 1/25 do 1/125, B, T wyzwalana wężykiem (migawka TELMA). Celownik ramkowy, nastawianie ostrości według skali odległości na oprawie obiektywu. Zaprezentowany w 1937.
- Nettar 515/16 – Zdjęcia w formacie 6×6 cm. Obiektywy: Nettar Anastigmat f 1:4,5/75 mm (migawka KLIO) lub Novar Anastigmat f 1:6,3/75 mm (migawka TELMA). Czasy naświetlań: od 1/25 s do 1/175 s, B, T. Celownik ramkowy, nastawianie ostrości według skali odległości na oprawie obiektywu. Zaprezentowany w 1937.
- Nettar 517/16 – Zdjęcia w formacie 6×6 cm. Obiektywy:  Novar Anastigmat f 1:6,3/75 mm, Novar Anastigmat f 1:4,5/75 mm Czasy naświetlań: od 1/25 s do 1/200 (migawka Vario). Celownik optyczny, pod stopką lampy błyskowej, nastawianie ostrości według skali odległości na oprawie obiektywu. Zaprezentowany w 1949.
- Nettar 518/16 – Zdjęcia w formacie 6×6 cm. Obiektyw Novar Anastigmat f 1:4,5/75 mm Czasy naświetlań: od 1/25 s do 1/200 (migawka Vario). Celownik optyczny, pod stopką lampy błyskowej, nastawianie ostrości według skali odległości na oprawie obiektywu. Zaprezentowany w 1949.

Na podstawie dokumentacji przejętej przez Rosjan w zakładach Zeiss-Ikon, w latach 1946-1960 wyprodukowano przeszło pół miliona aparatów z rodziny Moskwa